# Mesterbrev
Mesterbrev er et bevis på, at en håndværker har taget sin mesterprøve.